# Galassia Girandola del Sud
La cosiddetta Galassia Girandola del Sud (nota anche come  M83 o NGC 5236) è una galassia a spirale intermedia visibile nella costellazione dell'Idra e distante circa 15 milioni di anni luce.  È una delle galassie a spirale più vicine e luminose nel cielo, ed è individuabile anche con un binocolo. Il suo nome "Galassia Girandola" è dovuto ai suoi bracci a spirale.

## Osservazione

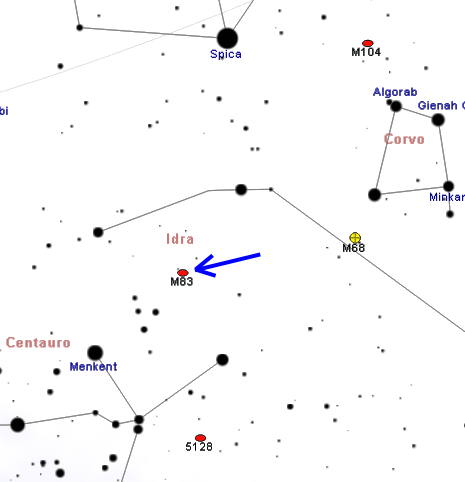
Mappa per individuare M83.

M83 è una fra le galassie più luminose del cielo; la si può individuare circa 18° a sud della brillante stella Spica, poco a nord delle stelle che rappresentano la testa del Centauro ed è visibile anche con un binocolo di potenza medio-bassa sotto cieli discreti. Un telescopio da 150mm di apertura lo mostra come una macchia nebulosa senza una forma ben definita, in cui il nucleo occupa una posizione di rilievo e domina con la sua luminosità l'alone; con strumenti più potenti, come un 250mm, quest'ultimo appare tormentato e attraversato da una banda scura a sud.
M83 può essere osservata da entrambi gli emisferi terrestri, sebbene gli osservatori dell'emisfero australe sian fortemente avvantaggiati: la galassia infatti si trova in una posizione tale per cui nelle regioni molto settentrionali, come parte del Nord Europa, non sia mai osservabile, mentre dalla fascia temperata resta sempre piuttosto bassa sull'orizzonte; dalle regioni australi invece l'oggetto si può mostrale piuttosto alto. Il periodo migliore per la sua osservazione nel cielo serale è quello compreso fra marzo e luglio.

## Storia delle osservazioni

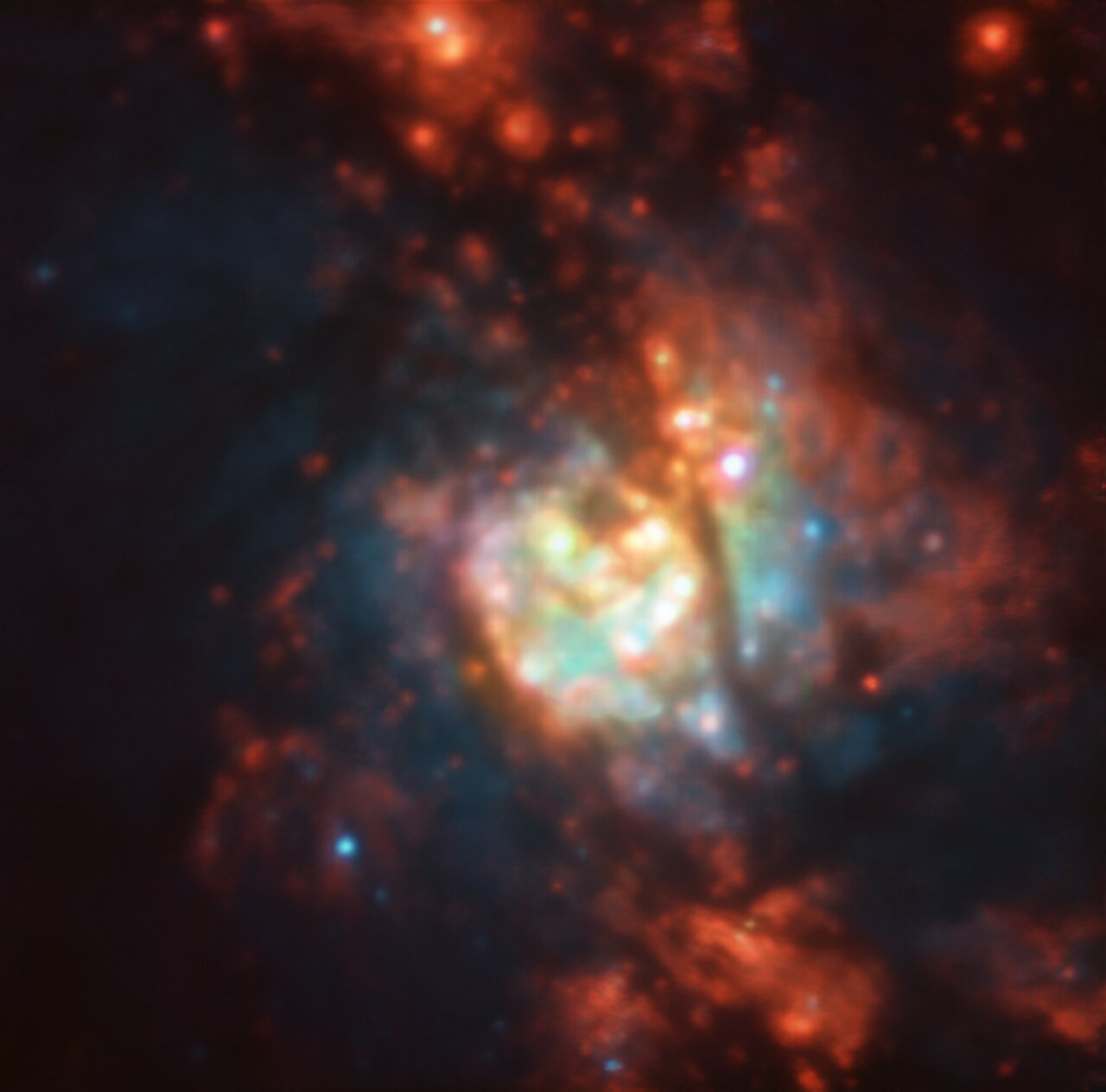
Formazione di stelle al centro di NGC 5236 ripresa con lo strumento MUSE del VLT; novembre 2020

Pierre Méchain scoprì questa galassia 1780, mentre Nicolas Louis de Lacaille l'aveva già osservata durante la sua permanenza a Città del Capo; la segnalò al suo collega Charles Messier, che la aggiunse al suo catalogo col numero 83 nel marzo 1781.
Egli la descrisse come una nube senza stelle che appare come un bagliore soffuso e subito invisibile al minimo accenno di disturbo luminoso esterno. William Herschel e suo figlio John non furono in grado di determinare la direzione della spirale, notando specialmente la forma del nucleo, mentre il primo a notare la spirale fu Lassell.

## Caratteristiche

Immagine di Hubble che mostra la dispersione di stelle luminose e polvere spessa che compongono la galassia.

M83 appare vista quasi perfettamente di faccia, pertanto è ben studiata e le sue strutture dei bracci sono ben conosciute; la sua distanza è stimata sui 15 milioni di anni luce appena, diventando così una delle galassie più vicine a noi. Il suo moto nello spazio tuttavia la fa allontanare da noi alla velocità di 337 km/s. Gran parte delle stelle di M83 sono giovani e sono disposte sulle spirali, rendendole così molto luminose e dal caratteristico colore azzurro; le stelle centrali sono invece più vecchie e appaiono di colore giallo o rossastro. M83 è ben nota anche per il gran numero di Supernovae osservate, ben sei: la SN 1923A, la SN 1945B, la SN 1950B, la SN 1957D, la SN 1968L e la SN 1983N.

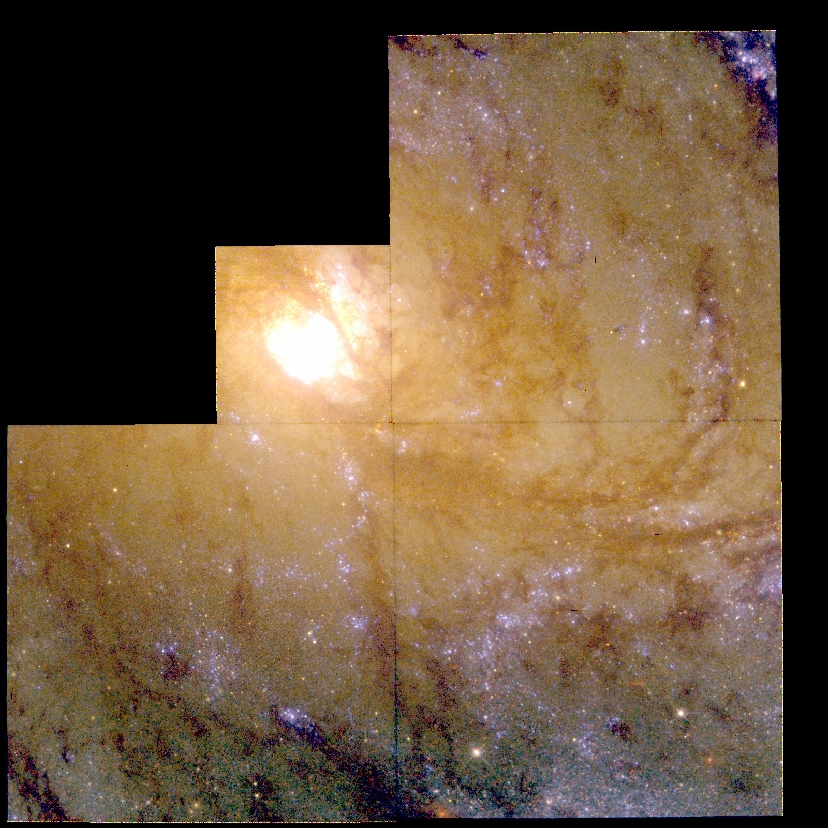
Dettaglio del nucleo e di un braccio di spirale di M83.

Il 16 giugno 2008 il progetto Galaxy Evolution Explorer della NASA scopre un gran numero di stelle neonate fra le spirali di M83; la stranezza risiede nel fatto che sono state scoperte in una regione dove si credeva che non vi fosse materiale a sufficienza per avviare i fenomeni di formazione stellare.

## Gruppo di M83
M83 si trova al centro di uno dei due sottogruppi del Gruppo Centaurus A/M83, un gruppo di galassie vicino al nostro Gruppo Locale; al centro del sottogruppo adiacente si trova invece la celebre radiogalassia Centaurus A. Questi due gruppi sono talvolta identificati come un gruppo unico e altre volte come due gruppi distinti; tuttavia queste galassie attorno a Centaurus A e quelle attorno a M83 sono fisicamente molto vicine fra di loro ed entrambi i sottogruppi non sembrano muoversi in avvicinamento o in allontanamento fra di loro, apparendo dunque in equilibrio.

### Libri
- (EN) Stephen James O'Meara, Deep Sky Companions: The Messier Objects, Cambridge University Press, 1998, ISBN 0-521-55332-6.

### Carte celesti
- Toshimi Taki, Taki's 8.5 Magnitude Star Atlas, su geocities.jp, 2005. URL consultato il 7 novembre 2010 (archiviato dall'url originale il 5 novembre 2018). - Atlante celeste liberamente scaricabile in formato PDF.

 Tirion, Rappaport, Lovi, Uranometria 2000.0 - Volume II - The Southern Hemisphere to +6°, Richmond, Virginia, USA, Willmann-Bell, inc., 1987, ISBN 0-943396-15-8.
- Tirion, Sinnott, Sky Atlas 2000.0 - Second Edition, Cambridge, USA, Cambridge University Press, 1998, ISBN 0-933346-90-5.
- Tirion, The Cambridge Star Atlas 2000.0, 3ª ed., Cambridge, USA, Cambridge University Press, 2001, ISBN 0-521-80084-6.